# Czwarty rząd Jana Petera Balkenende

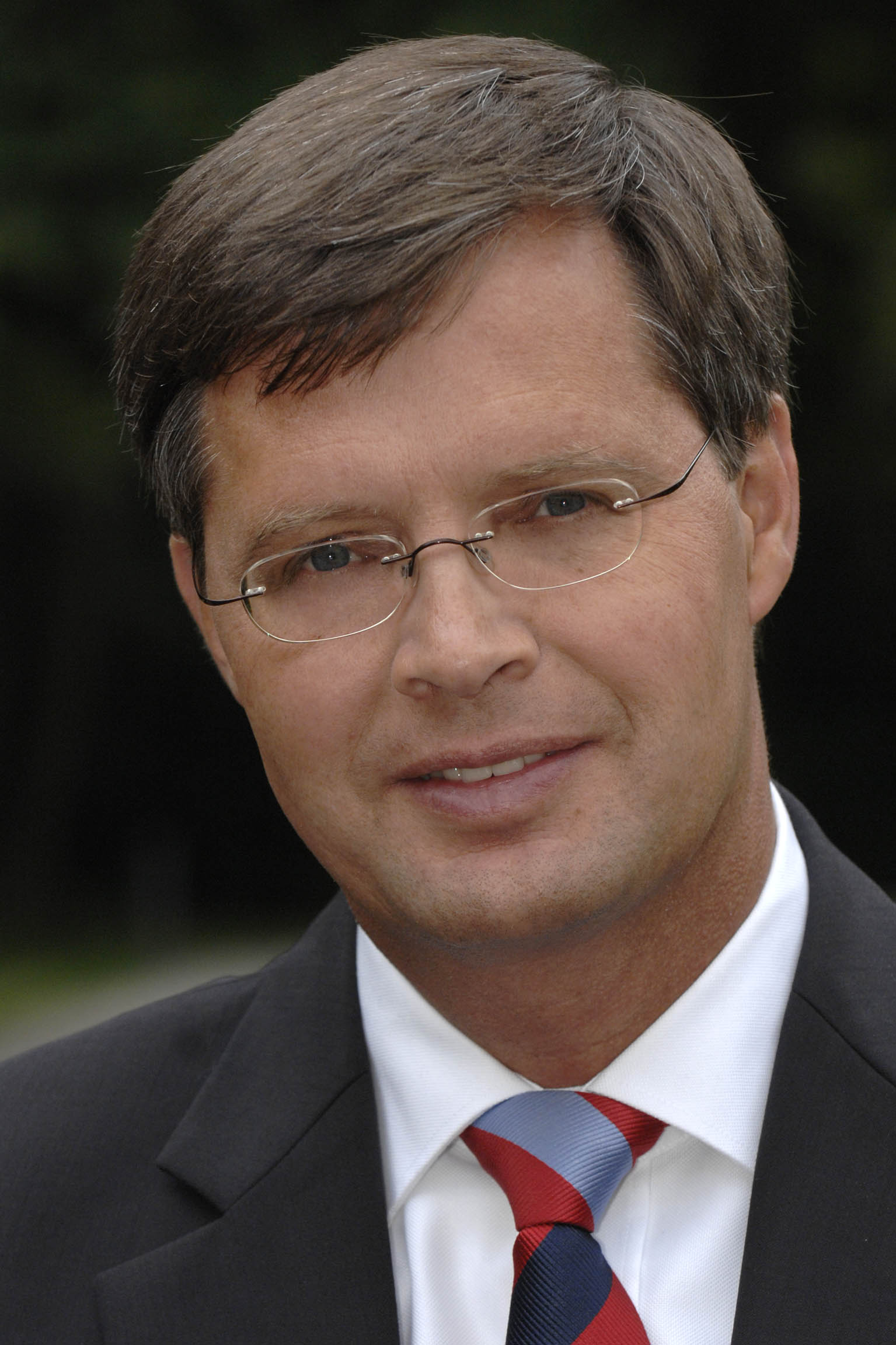
Premier Jan Peter Balkenende

Czwarty rząd Jana Petera Balkenende (niderl. Kabinet-Balkenende IV) – rząd Holandii urzędujący od 22 lutego 2007 do 14 października 2010, powołany przez koalicję, którą tworzyły Apel Chrześcijańsko-Demokratyczny (CDA), Partia Pracy (PvdA) i Unia Chrześcijańska (CU). 20 lutego 2010 Partia Pracy opuściła koalicję rządową.

## Historia
Rząd powstał po długotrwałych negocjacjach prowadzonych przez holenderskie partie polityczne po przedterminowych wyborach parlamentarnych z 22 listopada 2006. Przyczyną przeprowadzenia wcześniejszego głosowania było wyjście z koalicji rządzącej ugrupowania Demokraci 66. W skład nowego rządu, powołanego 22 lutego 2007, weszły trzy ugrupowania: Apel Chrześcijańsko-Demokratyczny, Partia Pracy i Unia Chrześcijańska, dysponujące większością 80 głosów w liczącej 150 deputowanych Tweede Kamer. Gabinet funkcjonował w tym składzie politycznym do 20 lutego 2010, gdy ogłoszono rozpad koalicji rządzącej z powodu różnicy stanowisk dotyczących misji w Afganistanie. 23 lutego 2010 królowa Beatrycze podpisała dymisję członków gabinetu wywodzących się z PvdA. Od tego czasu mniejszościowy rząd współtworzyły CDA i CU, a 9 czerwca 2010 odbyły się przedterminowe wybory. 14 października 2010 zaprzysiężony został nowy gabinet na czele z Markiem Rutte.
W skład gabinetu weszło 16 ministrów i 11 sekretarzy stanu, z tego z ramienia CDA 8 ministrów i 4 sekretarzy, PvdA 6 ministrów i 6 sekretarzy, a z CU 2 ministrów i jeden sekretarz.

## Skład rządu

### Ministrowie
- Premier: Jan Peter Balkenende (CDA)
- Wicepremier, minister finansów: Wouter Bos (PvdA)
  - od 23 lutego 2010 Jan Kees de Jager (CDA, jako minister finansów)
- Wicepremier, minister ds. rozwoju rodziny: André Rouvoet (CU)
- Minister spraw zagranicznych: Maxime Verhagen (CDA)
- Minister sprawiedliwości: Ernst Hirsch Ballin (CDA)
- Minister spraw wewnętrznych: Guusje ter Horst (PvdA, do 23 lutego 2010)
  - od 23 lutego 2010 Ernst Hirsch Ballin (CDA)
- Minister edukacji, kultury i nauki: Ronald Plasterk (PvdA, do 23 lutego 2010)
  - od 23 lutego 2010 André Rouvoet (CU)
- Minister obrony: Eimert van Middelkoop (CU)
- Minister transportu, robót publicznych i gospodarki wodnej: Camiel Eurlings (CDA)
- Minister gospodarki: Maria van der Hoeven (CDA)
- Minister rolnictwa: Gerda Verburg (CDA)
- Minister spraw społecznych i zatrudnienia: Piet Hein Donner (CDA)
- Minister zdrowia, opieki społecznej i sportu: Ab Klink (CDA)
- Minister budownictwa, gospodarki przestrzennej i środowiska: Jacqueline Cramer (PvdA, do 23 lutego 2010)
  - od 23 lutego 2010 Tineke Huizinga (CU)
- Minister ds. mieszkalnictwa, wspólnot i integracji: Ella Vogelaar (PvdA, do 14 listopada 2008)
  - od 14 listopada 2008 Eberhard van der Laan (PvdA, do 23 lutego 2010)
  - od 23 lutego 2010 Eimert van Middelkoop (CU)
- Minister ds. współpracy międzynarodowej: Bert Koenders (PvdA, do 23 lutego 2010)
  - od 23 lutego 2010 Maxime Verhagen (CDA)

### Sekretarze stanu
- Sekretarz stanu ds. europejskich: Frans Timmermans (PvdA, do 23 lutego 2010)
- Sekretarz stanu ds. handlu zagranicznego: Frank Heemskerk (PvdA, do 23 lutego 2010)
- Sekretarz stanu ds. finansów: Jan Kees de Jager (CDA, do 23 lutego 2010, następnie minister)
- Sekretarz stanu ds. imigracji: Nebahat Albayrak (PvdA, do 23 lutego 2010)
- Sekretarz stanu ds. spraw wewnętrznych (stosunki z monarchą): Ank Bijleveld-Schouten (CDA)
- Sekretarz stanu ds. edukacji i nauki: Marja van Bijsterveldt (CDA)
- Sekretarz stanu ds. szkolnictwa podstawowego i przedszkoli: Sharon Dijksma (PvdA, do 23 lutego 2010)
- Sekretarz stanu ds. obrony: Cees van der Knaap (CDA, do 17 grudnia 2007), Jack de Vries (CDA, od 18 grudnia 2007 do 18 maja 2010)
- Sekretarz stanu ds. transportu, robót publicznych i gospodarki wodnej: Tineke Huizinga (CU, do 23 lutego 2010, następnie minister)
- Sekretarz stanu ds. społecznych i zatrudnienia: Ahmed Aboutaleb (PvdA, do 12 grudnia 2008), Jetta Klijnsma (PvdA, od 18 grudnia 2008 do 23 lutego 2010)
- Sekretarz stanu ds. zdrowia, opieki społecznej i sportu: Jet Bussemaker (PvdA, do 23 lutego 2010)